# Jessica Hansen
Jessica Hansen (Auchenflower, 30 juni 1995) is een Australische zwemster.

## Carrière
Bij haar internationale debuut, op de wereldkampioenschappen kortebaanzwemmen 2016 in Windsor, eindigde Hansen als zevende op de 50 meter schoolslag en werd ze uitgeschakeld in halve finales van de 100 meter schoolslag. Op de 4×100 meter wisselslag legde ze samen met Emily Seebohm, Emily Washer en Brittany Elmslie beslag op de bronzen medaille, samen met Emily Seebohm, Brittany Elmslie en Carla Buchanan eindigde ze als vijfde op de 4×50 meter wisselslag.
Op de wereldkampioenschappen zwemmen 2017 in Boedapest strandde de Australische in de halve finales van zowel de 50 als de 100 meter schoolslag. Op de 4×100 meter wisselslag zwom ze samen met Holly Barratt, Brianna Throssell en Shayna Jack in de series, in de finale sleepten Emily Seebohm, Taylor McKeown, Emma McKeon en Bronte Campbell de bronzen medaille in de wacht. Voor haar aandeel in de series ontving Hansen eveneens de bronzen medaille.
In Gold Coast nam ze deel aan de Gemenebestspelen 2018. Op dit toernooi eindigde ze als vijfde op de 50 meter schoolslag en als achtste op de 100 meter schoolslag. Tijdens de Pan-Pacifische kampioenschappen zwemmen 2018 in Tokio veroverde Hansen de zilveren medaille op de 100 meter schoolslag, samen met Emily Seebohm, Emma McKeon en Cate Campbell behaalde ze de gouden medaille op de 4×100 meter wisselslag. Op de wereldkampioenschappen kortebaanzwemmen 2018 in Hangzhou veroverde de Australische de bronzen medaille op de 100 meter schoolslag, daarnaast eindigde ze als zesde op de 50 meter schoolslag en werd ze uitgeschakeld in de series van de 200 meter schoolslag. Op de 4×50 meter wisselslag eindigde ze samen met Minna Atherton, Emily Seebohm en Holly Barratt op de vijfde plaats, samen met Minna Atherton, Emily Seebohm en Ariarne Titmus werd ze gediskwalificeerd in de finale van de 4×100 meter wisselslag.
In Gwangju nam ze deel aan de wereldkampioenschappen zwemmen 2019. Op dit toernooi eindigde ze als zesde op de 50 meter schoolslag, daarnaast strandde ze in de halve finales van de 100 meter schoolslag en in de series van de 200 meter schoolslag. Op de 4×100 meter wisselslag legde ze samen met Minna Atherton, Emma McKeon en Cate Campbell beslag op de zilveren medaille.

## Internationale toernooien
| Jaar | Olympische Spelen | WK langebaan                                                                              | WK kortebaan                                                                                            | PanPacs                             | Gemenebestspelen                     |
| ---- | ----------------- | ----------------------------------------------------------------------------------------- | --- | ----------------------------------- | ------------------------------------ |
| 2016 | geen deelname     |                                                                                           | 7e 50m schoolslag · 9e 100m schoolslag · 5e 4×50m wisselslag · 4×100m wisselslag                        |                                     |                                      |
| 2017 |                   | 9e 50m schoolslag · 13e 100m schoolslag · 4×100m wisselslag · Hansen zwom enkel de series | |                                     |                                      |
| 2018 |                   |                                                                                           | 6e 50m schoolslag · 100m schoolslag · 13e 200m schoolslag · 5e 4×50m wisselslag · DSQ 4×100m wisselslag | 100m schoolslag · 4×100m wisselslag | 5e 50m schoolslag 8e 100m schoolslag |
| 2019 |                   | 6e 50m schoolslag · 10e 100m schoolslag · 21e 200m schoolslag · 4×100m wisselslag         | |                                     |                                      |

## Persoonlijke records
Bijgewerkt tot en met 14 december 2018
Kortebaan
| Afstand         | Tijd    | Datum            | Plaats    |
| --------------- | ------- | ---------------- | --------- |
| 50m schoolslag  | 29,96   | 11 december 2018 | Hangzhou  |
| 100m schoolslag | 1.04,11 | 14 december 2018 | Hangzhou  |
| 200m schoolslag | 2.21,69 | 21 oktober 2018  | Melbourne |

Langebaan
| Afstand         | Tijd    | Datum           | Plaats    |
| --------------- | ------- | --------------- | --------- |
| 50m schoolslag  | 30,59   | 29 juli 2017    | Boedapest |
| 100m schoolslag | 1.06,20 | 9 augustus 2018 | Tokio     |
| 200m schoolslag | 2.25,56 | 4 juli 2018     | Adelaide  |